# Hartmann Sommerlatte
Hartmann Sommerlatte (* 7. September 1907 in Cosel/Oberschlesien; † 29. Juni 1987) war ein preußischer Landrat und tätig beim deutschen Generalkommissar für Lettland in Riga.

## Leben
Sommerlatte war Regierungsassessor im Regierungsbezirk Merseburg. 1939 wurde er kommissarischer Landrat des Kreises Torgau und Nachfolger von Werner Oberst. 1940 übernahm er endgültig dieses Amt. Im März 1942 wurde Sommerlatte zum Generalkommissar für Lettland im Reichskommissariat Ostland abgeordnet.